# ビリー・ドノバン
ウィリアム・ジョン・ドノバン・ジュニア（William John Donovan Jr.、1965年5月30日 - ）は、アメリカ合衆国ニューヨーク州ロックビルセンター出身の元プロバスケットボール選手で、現在は指導者。NBAのシカゴ・ブルズでヘッドコーチを務めている。

## 経歴

### プレーヤー
1987年にNBA入りしたが、1シーズンのみプレーした後に引退し、コーチに転身した。

### コーチ
NCAA Ⅰのケンタッキー大学のアシスタントコーチを務めた後、マーシャル大学ヘッドコーチに就任。その後フロリダ大学ゲイターズのヘッドコーチを9シーズン務め、2006年と2007年には、アル・ホーフォード、ジョアキム・ノアなどを擁し、NCAAトーナメント2連覇を達成した。2015年、スコット・ブルックスヘッドコーチ解任に伴い、オクラホマシティ・サンダーのヘッドコーチに就任した。